# Wormsdorf
Wormsdorf is een plaats en voormalige gemeente in de Duitse deelstaat Saksen-Anhalt en maakt deel uit van de gemeente Eilsleben in de Landkreis Börde.
Wormsdorf telt 567 inwoners.